# أمريكا الروسية (رواية)
أمريكا الروسية هي رواية تاريخية بديلة كتبها ستوني كومبتون. تدور أحداث الرواية في عالم كانت ما تزال فيه ألاسكا مملوكة لروسيا في عام 1987.

## الخلفية
القصة عبارة عن تاريخ بديل، تدور أحداثه في أمريكا الشمالية، والتي تألفت من عدة أمم:
- الولايات المتحدة الأمريكية (مين، ونيوهامبشير، وفيرمونت، وماساتشوستس، ورود آيلاند، وكونيتيكت، ونيويورك، وبنسيلفانيا، وديلاوير، والنصف الغربي من ماريلند، وإنديانا، ونيوجيرسي، وفيرجينيا الغربية، وأوهايو، وميشيغان، وويسكونسن، ومينيسوتا، وآيوا، ونوفا سكوشا، وجزيرة الأمير إدوارد، ونيو برونزويك، وغالبية إلينوي، وكيبك جنوب نهر سانت لورانس، مع ماريو كومو رئيسًا للولايات المتحدة)
- الولايات الكونفدرالية الأمريكية (فرجينيا، وكارولاينا الشمالية، وكارولاينا الجنوبية، وجورجيا، وفلوريدا، وألاباما، ومسيسيبي، ولويزيانا، وأركنساس، وتينيسي، وكنتاكي، وميزوري، والجزء الجنوبي الغربي من إلينوي، والنصف الشرقي من كانساس، وكوبا، وهيسبانيولا، مع التلميح لكون جيمي كارتر عضوًا بارزًا في جيشها)
- جمهورية تكساس (تكساس، ووأوكلاهوما، وغالبية نيومكسيكو)
- الأمة الشعبية الأولى (مونتانا، وأيداهو، ووايومنغ، وكولورادو، وداكوتا الشمالية، وداكوتا الشمالية، ونبراسكا، والنصف الغربي من كانساس، والجزء الأوسط والجنوب الغربي من أونتاريو، والجزء الجنوبي من مانيتوبا)
- ديزيريت (يوتا والجزء الشمالي الشرقي من نيفادا)
- جمهورية كاليفورنيا (كاليفورنيا، وأوريغون، وجزء صغير في غرب ولاية أريزونا، وولاية باخا كاليفورنيا، والغالبية العظمى من نيفادا) وعاصمتها سان فرانسيسكو، مع التلميح لوصول رونالد ريغان لمنصب الرئيس. (هذا تناقض محتمل، لأنه ولد في جدولنا الزمني في تامبيكو في إلينوي، التي لا تزال جزءً من الولايات المتحدة.) تقوم قواتها الجوية بتشغيل P-61 Eureka الموضحة في الغلاف الفني للرواية.
- كندا الفرنسية / فرنسا الجديدة (كيبك شمال نهر سانت لورانس ونيوفاوندلاند ولابرادور والجزء الشمالي الشرقي من أونتاريو)
- كندا البريطانية (نونافوت، والأقاليم الشمالية الغربية، وألبرتا، وساسكاتشوان، وواشنطن، والجزء الشمالي الغربي من أونتاريو، والجزء الجنوبي الشرقي من إقليم يوكون، وأغلبية كولومبيا البريطانية ومانيتوبا)
- إسبانيا الجديدة (المكسيك، وأمريكا الوسطى، وجامايكا، ومعظم ولاية أريزونا والجزء الغربي من نيو مكسيكو)
- أمريكا الدنماركية (جرينلاند)
- أمريكا الروسية (ألاسكا، وغالبية إقليم يوكون، والجزء الشمالي الغربي من كولومبيا البريطانية)

لم يتم التلميح إلى أسباب هذه البيئة السياسية المختلفة إلا هنا وهناك في القصة، ولكن من الواضح أن نقطة الاختلاف هي أن الحرب الأهلية الأمريكية بدأت في خمسينيات القرن التاسع عشر وأدت إلى انتصار الكونفدرالية. ونتيجة لما بعد الحرب، خسرت الولايات المتحدة جميع الأراضي الواقعة غرب نهر المسيسيبي حيث انفصلت الأراضي الغربية التي تطالب بها أمريكا عن الاتحاد وأسست دولها ذات السيادة في عقب انتصار الجنوب. ومع تفكك معظم أراضيها ونفوذها، تراجعت الولايات المتحدة إلى مجموعة مناضلة من البحيرة العظمى والولايات شمالية الشرقية محاطة بدول مجاورة معادية وقوية. عقب تدمير اقتصادها بعد الحرب، أصبحت الولايات المتحدة غير قادرة على شراء ألاسكا من روسيا، لذلك ظلت مستعمرة للكومنولث طوال القرنين التاسع عشر والعشرين.
لم يتم شرح الكثير من التفاصيل الإضافية حول الجدول الزمني الجديد باستثناء التغييرات الجيوسياسية في أمريكا الشمالية التي استمرت في التغيير من الدول الأمريكية التي تأسست حديثًا في الولايات الحدودية، ثم تفكك كندا أيضًا لمستعمرات بريطانية / فرنسية / محلية فردية. اُقترح في التكملة أن نابليون الثالث غزا كيبك في أواخر القرن التاسع عشر. وفي مطلع القرن العشرين، وبدون تدخل الولايات المتحدة في خليج المكسيك، استعادت إسبانيا وضمت أمريكا اللاتينية دون معارضة نسبية. في النهاية، تمكنت الأمم الأمريكية من وقف الأعمال العدائية مع بعضها البعض وشكلت منظمة معاهدة أمريكا الشمالية، وهي نسخة بديلة من حلف شمال الأطلسي في العالم الحقيقي، لكن من غير المعروف ما إذا كان تحالفًا شبه عسكري أم اتفاقية عدم اعتداء.
لم يتم شرح التاريخ المتغير للعالم بقدر تفسير أمريكا الشمالية باستثناء أحداث مهمة مثل تلك التي حدثت بالفعل في الحرب العالمية الأولى، مثلما يطلق عليها الحرب العظمى. فشلت الثورة الشيوعية الروسية مرتين حيث تم نفي أو إعدام فلاديمير لينين، وهو أمر غير معروف، لكن وبغض النظر فقد حكم القيصر الإمبراطورية الروسية بنظام حكم قاس. وفي مرحلة ما، تزوج قيصر روسيا من ولي عهد إسبانيا. لم يتم تفسير تأثير ذلك، ولكن تم التلميح إلى منح الروس سيطرة كبيرة في أوروبا لبعض الوقت - لأن روسيا طورت تحالفًا طويلًا مع إسبانيا من أجل إعادة تأسيس إمبراطوريتها الاستعمارية في أمريكا الشمالية. وقعت الحرب العالمية الثانية في أوروبا، لكنها كانت حملة أخرى متوقفة مماثلة للحرب العالمية الأولى. خاضت الإمبراطورية اليابانية حربًا في المحيط الهادئ مع جمهورية كاليفورنيا بعد هجوم مفاجئ على الأسطول البحري لدولة كاليفورنيا في سان دييغو، بالتوازي مع بيرل هاربر، لكن نتيجة حرب المحيط الهادئ المتغيرة تركت دون إجابة.
إلى جانب هذا الجدول الزمني المتغير، فقد أبقى تطور التكنولوجيا البطيء العالم في يوليو 1987 عند مستوى الأربعينيات تقريبًا، حيث لم يتم ابتكار أي محركات نفاثة أو تلفزيون أو أسلحة ذرية أو أجهزة كمبيوتر (باستثناء آلات منطق القيادة)، ولكن كانت طائرات الهليكوبتر موجودة بدون دفع التوربينات، وكانت الوسائل المفضلة للاتصالات في هذا الوقت عن طريق التردد العالي جدًا. كانت التغييرات السياسية بطيئة أيضًا، حيث لم يتم إنشاء مجتمعات دولية (عصبة الأمم أو الأمم المتحدة)، ولا تزال بعض الدول تمارس العبودية البشرية.

## نمط القصة
يشير التاريخ إلى أن العام هو صيف 1987 حيث يبدأ الكتاب.
تتبع معظم القصة رجلًا مختلط العرق يُدعى غريغوري غروغوريفيتش. غريغوري، الرائد في الجيش الإمبراطوري الروسي المزين بوسام، شخص مهان، ترك الجيش لحياة بحرية في جنوب شرق ألاسكا ولديه قارب صيد رياضي يستخدمه في المواثيق والتهريب العرضي. تم تعيينه ذات يوم من قبل مسؤول حكومي قيصري لإجراء لقاء مع امرأة غامضة تدعى فالاري كومينسكيا، لكن الأمور ساءت حين سَكِر المسؤول وحاول اغتصاب فالاري وقتل غريغوري، حيث سيُقتل دفاعًا عن النفس ويُلقى في البحر. بينما كان غريغوري يحاول معرفة كيفية الخروج من أمريكا الروسية مع فالاري للحصول على اللجوء السياسي، فقد خانته، لأن فالاري هي في الواقع جاسوسة وضابطة رفيع المستوى في الجيش الروسي. تم القبض على غريغوري من قبل الحكومة ووجهت إليه تهم كاذبة بقتل المسؤول (الذي كان في الواقع رئيس فالاري) ومحاولة اغتصاب فالاري، مما أدى إلى الحكم عليه بالأشغال الشاقة المؤبدة على الطريق السريع الروسي الكندي.
تم انقاذه ومجموعة من السجناء الآخرين، عقب أشهر الشتاء الطويلة التي تعرض فيها للرق الوحشي، من خلال عصابة من سكان ألاسكا الأصليين حيث اختفى في البرية هربًا من صيادي الجوائز الروس promyshlennik والذين جائوا لاعتقال أو قتل الأسرى. اتضح أن منقذي غريغوري هم ثوار من سكان الأسكا الأصليين يُطلق عليهم اسم جمهورية دينيه يسعون إلى تحرير أراضيهم في يوكون وألاسكا نفسها من الإمبراطورية الروسية التي طردتهم من منازلهم لمئات السنين. قدم الثوار لغريغوري مكانًا في صفوفهم لمحاربة الروس. انضم غريغوري إلى قوات ألاسكا دون أن يكون لديه الكثير من الخيارات للعودة إلى حياته القديمة، ومستغلًا فرصة الحصول على فرصة للانتقام من خيانته من قبل طغيان وفساد الحكومة القيصرية. لقد تدرب طوال شتاء عام 1987 وأوائل عام 1988 هو ومجموعة السجناء الأخرى الذين وافقوا أيضًا على الانضمام ومحاربة عدوهم المشترك، تحت قيادة دينيه لخوض حرب عصابات ضد الجيش الروسي المنتشر في جميع أنحاء ألاسكا بينما بدأ شعب دينيه في إنشاء أسس ديمقراطيتهم المحتملة في ألاسكا الجديدة.
في البداية، كان عدد المتمردين أكثر من عدد القوات الإمبراطورية، ولكن بعد الهجمات الناجحة ضد المدن الاستعمارية المحصنة، والاستيلاء على الأسلحة، وتجنيد المزيد من سكان ألاسكا ضد الحكم الإمبريالي، والمساعدة العسكرية من الولايات المتحدة وكاليفورنيا، بدا أن تحقيق الاستقلال صار انتصارًا معقولًا. ومع أن حرب تحرير ألاسكا سوف تذهب إلى ما هو أبعد مما يتوقعه غريغوري من الثورة، من حيث بقاءه على قيد الحياة، وفقدانه أصدقاءه، والسعي الحثيث من شركاء فالاري promyshlennik للانتقام منه، والخونة داخل متمردي دينيه أنفسهم، والجبهات التي لا ترحم، إلى حشد الدعم الدولي من أجل قضية خوض حرب شاملة ضد غضب الإمبراطورية الروسية التي ستقرر بالتأكيد مستقبل جميع دول أمريكا الشمالية.

## تكملة
في عام 2011 تم نشر القصة المتابعة Alaska Republik.